# Eteläiset seinänaapurit
Die Verwaltungsgemeinschaft Eteläiset seinänaapurit (finnisch Eteläisten seinänaapurien seutukunta) ist eine ehemalige Verwaltungsgemeinschaft (seutukunta) der finnischen Landschaft Südösterbotten. Zu ihr gehörten die folgenden zwei Städte und Gemeinden:
- Jalasjärvi
- Kurikka

Zum Jahresbeginn 2009 wurde Eteläiset seinänaapurit an die Verwaltungsgemeinschaft Seinäjoki angeschlossen.